# Cahon
Cahon és un municipi francès situat al departament del Somme i a la regió dels Alts de França. L'any 2007 tenia 209 habitants.

## Demografia

### Població

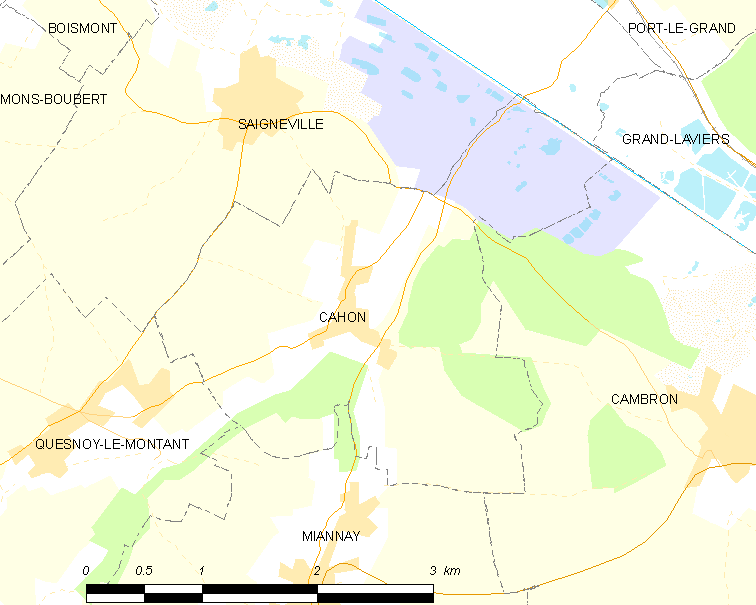

El 2007 la població de fet de Cahon era de 209 persones. Hi havia 84 famílies de les quals 24 eren unipersonals (12 homes vivint sols i 12 dones vivint soles), 24 parelles sense fills, 28 parelles amb fills i 8 famílies monoparentals amb fills.
La població ha evolucionat segons el següent gràfic:
Habitants censats

### Habitatges

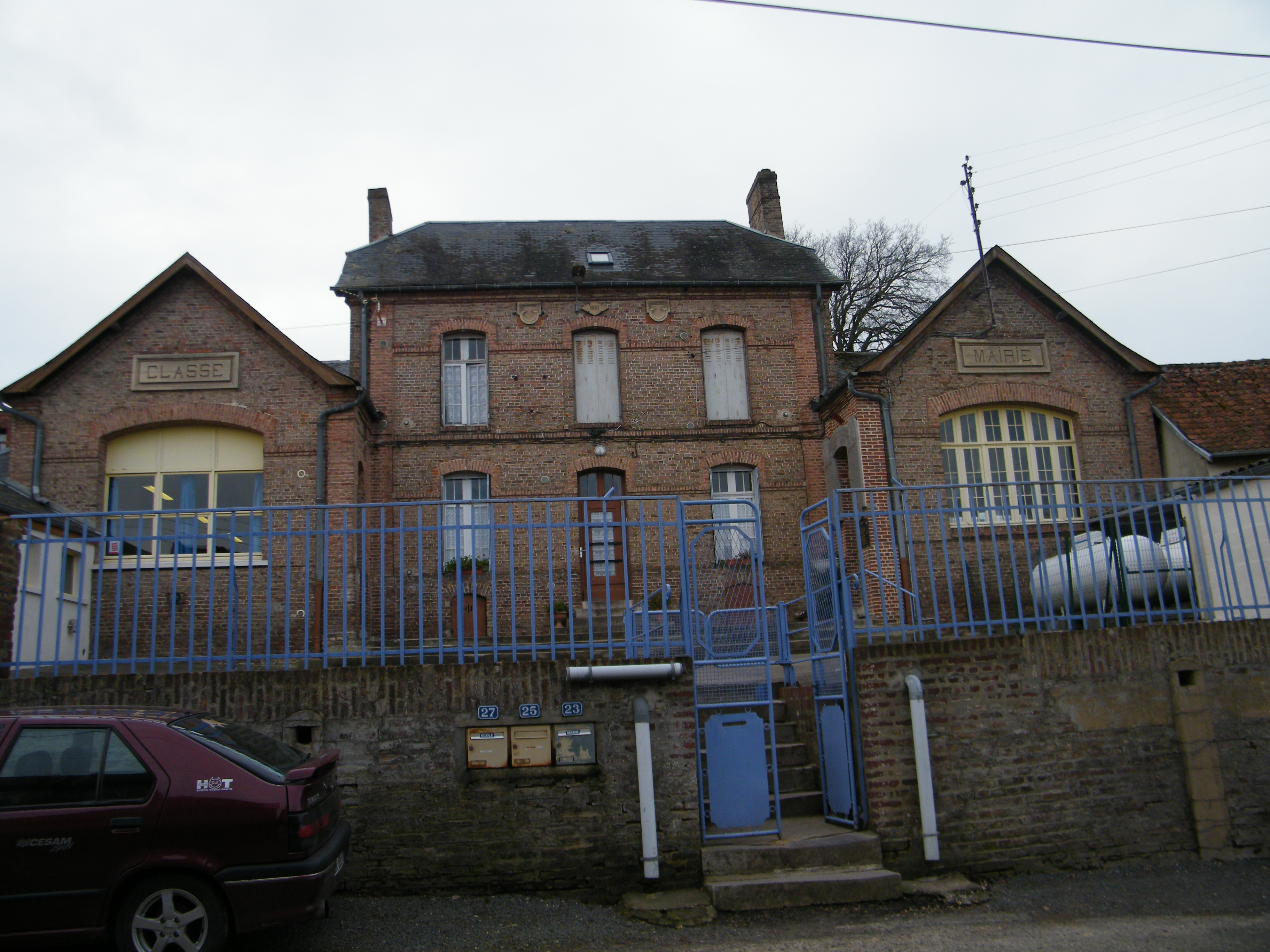

El 2007 hi havia 103 habitatges, 84 eren l'habitatge principal de la família, 14 eren segones residències i 5 estaven desocupats. Tots els 100 habitatges eren cases. Dels 84 habitatges principals, 68 estaven ocupats pels seus propietaris, 11 estaven llogats i ocupats pels llogaters i 5 estaven cedits a títol gratuït; 1 tenia dues cambres, 13 en tenien tres, 24 en tenien quatre i 46 en tenien cinc o més. 46 habitatges disposaven pel capbaix d'una plaça de pàrquing. A 39 habitatges hi havia un automòbil i a 31 n'hi havia dos o més.

### Piràmide de població

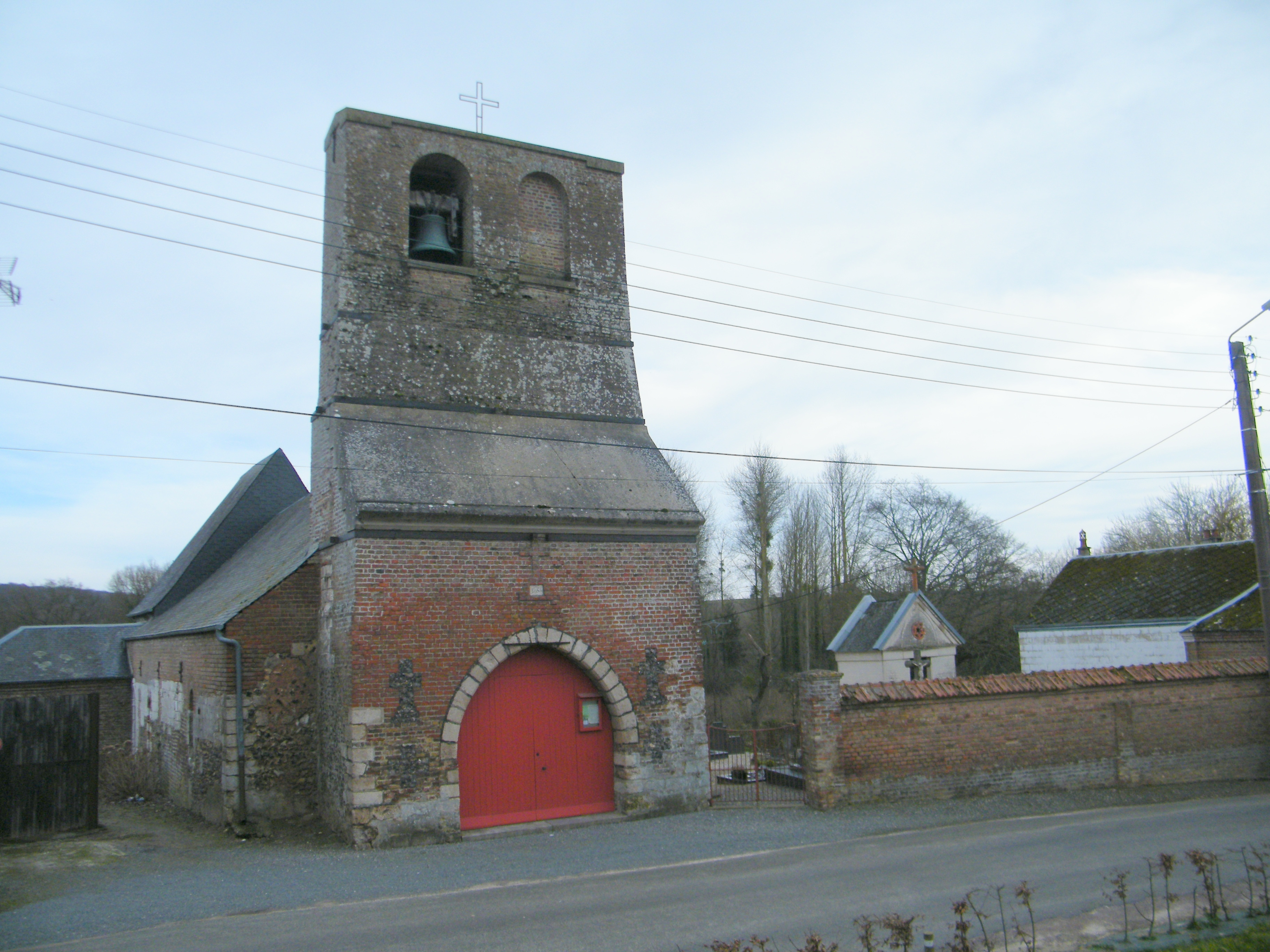

La piràmide de població per edats i sexe el 2009 era:
| Homes | Edats   | Dones |
| ----- | ------- | ----- |
| 0     | 95 o +  | 0     |
| 0     | 90 a 94 | 0     |
| 0     | 85 a 89 | 8     |
| 4     | 80 a 84 | 0     |
| 4     | 75 a 79 | 8     |
| 4     | 70 a 74 | 8     |
| 4     | 65 a 69 | 12    |
| 8     | 60 a 64 | 0     |
| 0     | 55 a 59 | 8     |
| 8     | 50 a 54 | 8     |
| 4     | 45 a 49 | 8     |
| 8     | 40 a 44 | 4     |
| 4     | 35 a 39 | 16    |
| 8     | 30 a 34 | 4     |
| 0     | 25 a 29 | 0     |
| 16    | 20 a 24 | 0     |
| 4     | 15 a 19 | 16    |
| 0     | 10 a 14 | 4     |
| 4     | 5 a 9   | 8     |
| 4     | 0 a 4   | 8     |

## Economia

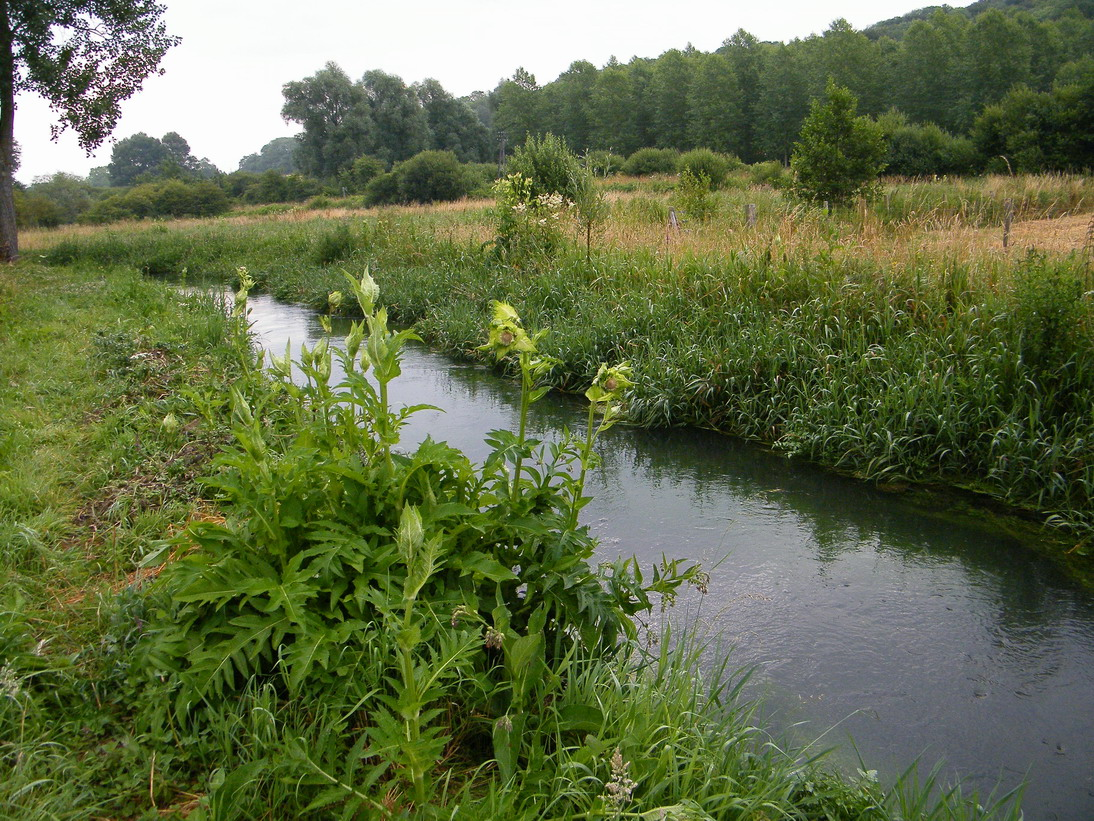

El 2007 la població en edat de treballar era de 128 persones, 98 eren actives i 30 eren inactives. De les 98 persones actives 86 estaven ocupades (51 homes i 35 dones) i 12 estaven aturades (6 homes i 6 dones). De les 30 persones inactives 6 estaven jubilades, 11 estaven estudiant i 13 estaven classificades com a «altres inactius».

### Ingressos
El 2009 a Cahon hi havia 87 unitats fiscals que integraven 220 persones, la mediana anual d'ingressos fiscals per persona era de 19.292 €.

### Activitats econòmiques
Dels 12 establiments que hi havia el 2007, 2 eren d'empreses alimentàries, 1 d'una empresa de fabricació d'altres productes industrials, 4 d'empreses de construcció, 1 d'una empresa de comerç i reparació d'automòbils, 1 d'una empresa d'informació i comunicació, 1 d'una empresa financera i 2 d'empreses immobiliàries.
Dels 4 establiments de servei als particulars que hi havia el 2009, 1 era una fusteria, 2 electricistes i 1 agència immobiliària.
L'any 2000 a Cahon hi havia 8 explotacions agrícoles que ocupaven un total de 369 hectàrees.

## Equipaments sanitaris i escolars
El 2009 hi havia una escola elemental integrada dins d'un grup escolar amb les comunes properes formant una escola dispersa.

## Poblacions més properes
El següent diagrama mostra les poblacions més properes.